# Route Buissonnière
De Route Buissonnière is een bewegwijzerde toeristische autoroute in Wallonië. De 124 kilometer lange route door Haspengouw is bewegwijzerd met zeshoekige borden. De route loopt door Tilff, Comblain-au-Pont, Sy, Hamoir, Ouffet, Anthisnes.